# Октябрьский район (Бишкек)
Октябрьский район (кирг. Октябрь району) — один из 4-х районов города Бишкек.

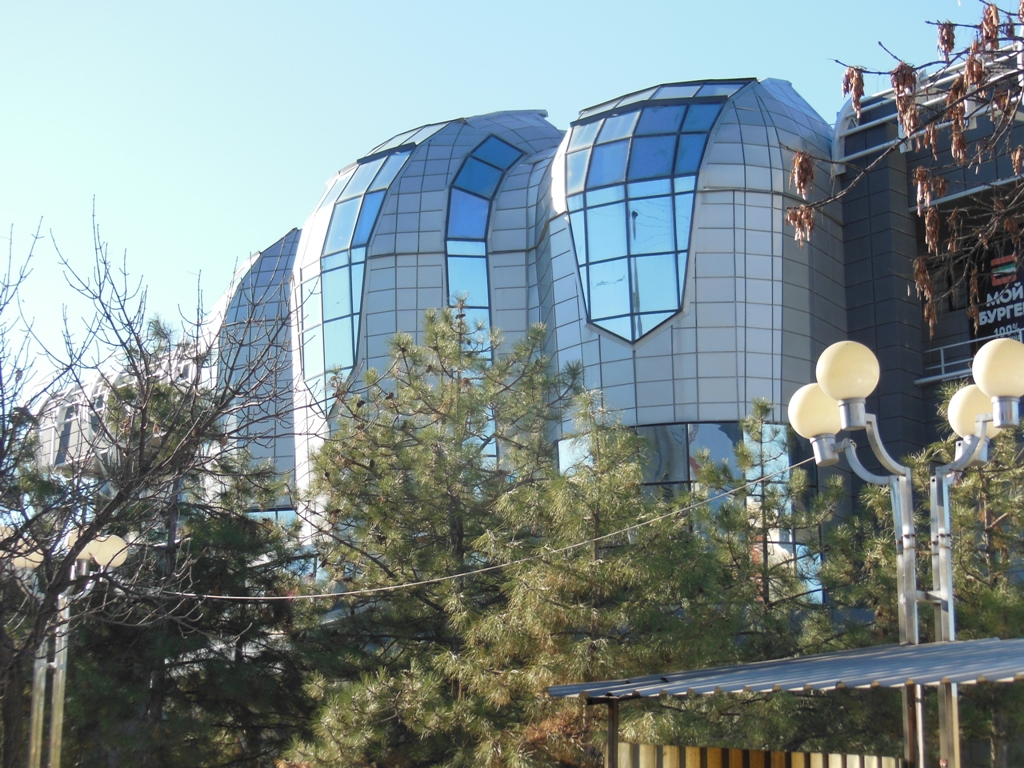
Здание торгово-развлекательного центра на территории района

## О районе
Октябрьский район расположен в южной части г. Бишкек общей площадью 3 200 га с населением более 250 тысяч человек. На территории района функционирует 41 промышленное предприятие. Промышленный комплекс представлен 12 видами экономической деятельности.
На территории района находятся 3 парка и 8 скверов. Общее образование районов представлено 17 школами, центрами детского творчества и спортивными кружками, 29 дошкольными учреждениями. В районе функционируют 16 медицинских учреждений.
Октябрьская районная администрация функционируют в составе исполнительно-распорядительного органа города Бишкек — мэрии..
В Октябрьском районе действуют 6 Муниципальных территориальных управлений (МТУ) мэрии г. Бишкек: МТУ № 6, 7, 8, 9, 10, 11.
Октябрьский район начинается от пересечения улицы Исы Ахунбаева и проспекта Мира, далее его граница идет на восток по улице Исы Ахунбаева до улицы Байтик баатыра (Советской), затем на север по улице Байтик баатыра до линии железной дороги и по ней до восточной границы города. Далее граница идет по юго-восточной черте города и выходит на проспект Мира у поселка Орто-Сай, затем поворачивает на север по проспекту Мира до пересечения с улицей Исы Ахунбаева.

## История
Октябрьский район образован Постановлением городского исполнительного комитета города Фрунзе 9 января 1970 года. Образование нового района столицы было связано с развертыванием жилищного строительства в связи с созданием восточной промышленной зоны. Общая площадь составляла 3 325 га.
В процессе демократического развития страны и столицы, район первым в 1990 году перешел на принципы местного самоуправления.

## География
Описание границы территории Октябрьского административного района:
- Северная сторона: ул. Путепроводная, ул. Л. Толстого,  район Дасмия
- Западная сторона: ул. Б.Баатыра, ул. И.Ахунбаева, пр. Мира, ул. Рысмендеева
- Южная сторона: с. Верхний Кок-Жар, ул. Токомбаева, парк «Победы» им. Д.Асанова.
- Восточная сторона: ул. 7 Апреля, ЮБЧК, ул. Достоевского, ул. Анкара, мкн. Тунгуч, ул. Ауэзова до линии ж/д включительно ж/м «Алтын-Ордо», «Рухий-Мурас».

По территории района с восточной стороны протекает р. Аламедин от завода Кум-Шагыл до железной дороги к западу от ул. Шабдан Баатыра. С западной стороны протекает р. Ала-Арча от ул. Рысмендеева до ул. Ахунбаева по ул. Малдыбаева.
Общая площадь территории: 3325 га.

## Население

### Этнический состав
Согласно переписи населения от 2009 года, этнический состав (постоянно проживающего) населения Октябрьского района был следующим:
| Этнический состав | %      |
| ----------------- | ------ |
| Киргизы           | 60.2 % |
| Русские           | 28.1 % |
| Татары            | 1.9 %  |
| Корейцы           | 1.8 %  |
| Узбеки            | 1.6 %  |
| Уйгуры            | 1.5 %  |
| Казахи            | 1.2 %  |
| Украинцы          | 1.1 %  |
| другие            | 2.6 %  |